# Lophodonitis minettii
Lophodonitis minettii là một loài bọ cánh cứng trong họ Bọ hung (Scarabaeidae).